# Warrnambool (Schiff, 1941)
Das erste Schiff der Royal Australian Navy, das den Namen HMAS Warrnambool trug, war eine Korvette der Bathurst-Klasse während des Zweiten Weltkriegs. Insgesamt 60 Schiffe dieser Klasse wurden während des Krieges in Australien als Teil des Kriegsnotprogramms als Minensucher gebaut, 36 für die Royal Australian Navy (darunter auch die Warrnambool), 20 im Auftrag der britischen Admiralität, aber von der Royal Australian Navy bemannt und eingesetzt, und vier weitere für die Royal Indian Navy. Namensgeberin des Schiffes war die Stadt Warrnambool im australischen Bundesstaat Victoria.
Das Schiff diente der Royal Australian Navy im Zweiten Weltkrieg und wurde hauptsächlich zum Truppentransport, zu Rettungsmissionen und zur U-Boot-Jagd eingesetzt.
Am 23. September 1942 übernahm sie zusammen mit der Kalgoorlie die Besatzung der Voyager, die vor Betano (Timor) auf Grund gelaufen war. Nach der Einstellung der Kampfhandlungen im Pazifikkrieg war die Warrnambool bei der Kapitulation der japanischen Truppen auf Kupang, Timor, am 11. September 1945 anwesend.
Am 13. September 1947, während das Schiff mit Minenräumarbeiten beschäftigt war, lief es in der Nähe des Cockburn Reef vor der Küste von Queensland auf eine eben solche Mine und sank kurze Zeit später. Bei diesem Unglück kamen vier Seeleute ums Leben.